# 滨海维耶维尔
滨海维耶维尔（法語：Vierville-sur-Mer，法語發音：[vjɛʁvil syʁ mɛʁ] ⓘ）是法国诺曼底大区卡尔瓦多斯省的一个市镇，位于奥马哈海滩的西端，属于巴约区。

## 地理
滨海维耶维尔（49°22'27"N, 0°54'18"W）面积6.41 平方千米，位于法国诺曼底大区卡爾瓦多斯省，该省份为法国西北部沿海省份，北濒大西洋英吉利海峡，东北与滨海塞纳省以海上边界相接，东临厄尔省，南至奧恩省，西与芒什省接壤。
与滨海维耶维尔接壤的市镇（或旧市镇、城区）包括：滨海圣洛朗、福尔米尼拉巴塔耶。

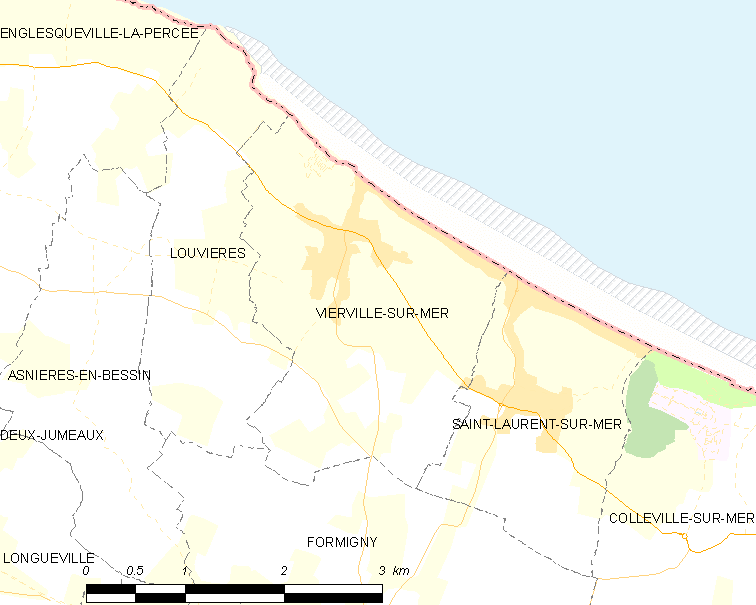
滨海维耶维尔的OSM定位图

滨海维耶维尔的时区为UTC+01:00、UTC+02:00（夏令时）。

## 行政
滨海维耶维尔的邮政编码为14710，INSEE市镇编码为14745。

## 政治
滨海维耶维尔所属的省级选区为特雷维耶尔县。

## 人口

1962-2008年间滨海维耶维尔人口变化图示

滨海维耶维尔于2022年1月1日时的人口数量为232人。